# ستراک جالایان (سه‌تو)
ستراک سارگسی جالایان (سه‌تو) (ارمنی: Սեթո (Սեդրակ Սարգսի Ջալալյան)؛ زادهٔ ۱۸۸۴ - درگذشته ۱۹۶۱) یک فدایی، سیاستمدار و فرد نظامی  اهل ارمنستان بود.

## زندگی‌نامه
در ۱۸۸۴ به دنیا آمد و از گیمنازیای روسی ایروان فارغ‌التحصیل شد. وی عضو فدراسیون انقلابی ارمنی بود. وی در ۱۹۶۱ در سن ۷۷ سالگی درگذشت .

## سمت‌ها
- فرماندار فرمانداری آپاران  (۱۹۱۷–۱۹۱۸)
- فرماندار فرمانداری  اچمیادزین (۱۹۱۸–۱۹۱۹)

## یادداشت
1. ↑  Երևանի ռուսական գիմնազիան